# 朱栄福
朱栄福（チュ・ヨンボク、1924年 - 2007年）は、朝鮮民主主義人民共和国の軍人。朝鮮戦争時は朝鮮人民軍の工兵参謀だったが、国連軍に投降。捕虜生活を経てブラジルへ移住し、朝鮮戦争の開戦過程に関する証言を行った。

## 略歴
1924年、延吉県龍井に生まれる。1929年、延吉頭道溝に移住。1931年4月から1937年3月まで頭道溝小学校に通う。1938年、細鱗河町に移住。1939年、牡丹江に移住し、国際運輸会社の運送部門で働いた。1941年から1942年まで牡丹江支店にいた。
1942年2月から河北省の日本軍憲兵の軍属として活動し、翌年4月、唐山に移動。事務と中国語の通訳を務めた。1944年4月に軍属を辞めて牡丹江に戻り、翌年5月まで失業中であった。この期間中、幼少期をソ連で過ごし、日本軍憲兵隊のロシア語通訳を務めた母親の親戚に触発され、独学でロシア語を学んだ。
1945年6月から日本軍に召集され、終戦まで清津の築部隊（船舶兵部隊）に二等兵として勤務した。終戦後、部隊を脱走して羅南の近くの山岳地帯に1週間ほど隠れていた。それから羅南の治安維持のため組織された民警隊に入った。
1946年秋、羅南第2保安幹部訓練所にロシア語通訳として入隊し、通信大隊へ配属されるが、すぐ工兵大隊に転属。1947年初頭、階級制度の施行により二等通訳（中尉相当）。
1948年初頭、上級中尉に昇進し、人民軍総司令部勤務となる。工兵部員として、ソ連軍事顧問の一般指令、教育方針、訓練計画、検閲講評、そして工兵技術資料の翻訳にあたった。
1948年9月、朝鮮民主主義人民共和国が成立し、人民軍総司令部が民族保衛省へ改組されたのに伴い、大尉に昇進して工兵局地形研究課長となる。1949年、少佐に昇進。
1950年6月、朝鮮戦争の開戦に先立ち、第2軍団工兵副部長となる。同年7月、前線司令部工兵副部長。同年9月、仁川上陸作戦の直後に投降。帰順（つまり韓国への亡命）は認められず、巨済島の捕虜収容所に反共捕虜として収容される。
1953年6月、両陣営の捕虜は送還されることになったが、朱を含む88名（朝鮮人76名、中国人12名）は南北いずれにも帰属せず、1954年2月、中立国のインドへ移送された。無国籍となった彼らは2年以内に定住先を探さなければならなかったものの、関心を示す国は少なかった。例外的に受け入れを表明したのがブラジルとアルゼンチンで、55名（朝鮮人51名、中国人4名）がブラジル、8名がアルゼンチン、その他の者がそのままインドに残ることを選んだ。
1956年2月6日、ブラジルへ到着した元捕虜はリオデジャネイロの空港でブラジルの国歌を合唱してブラジル社会から注目を浴びた。自分たちを受け入れてくれたブラジル政府、国民への感謝を示すために機内で練習したものだった。この頃ブラジルにいた朝鮮系人は日本植民地時代に移り住んだわずかな農業移民だけだったが、1960年代にブラジルへの韓国人の移住が本格化すると、元捕虜たちは初期の移住者とともに新たな移住者のブラジル社会への定着を助けることになった。朱はブラジルで、クバタンにあるウジミナス製鉄所の日本語通訳を務めた。
1962年6月29日から翌1963年2月11日にかけて、ブラジルへ移住するまでを扱った手記「望郷」を東亜日報に連載した。1963年初め頃、韓国人の女性と見合い結婚（写真花嫁）し、当時「韓人村」が形成されていたサンパウロ・リベルダーデのコンデ・デ・サルゼーダス通りに居をかまえた。1975年、ブラジルポルトガル語・韓国語辞書の『葡韓辞典』を刊行した。この辞書は基本語2万、述語や例文を含めると10万以上の語彙を収めており、普段の仕事と両立させながら10年以上もかけて執筆した朱の最大の成果と呼べるものである。
1980年5月、アメリカ合衆国へ移住した。当時ロサンゼルスに住んでいた義姉に招かれたといい、ビルの夜間守衛の仕事をしながら原稿を執筆した。1980年6月9日から7月14日まで、朝鮮人民軍の創建過程と戦争の準備を扱った手記「6・25北から見た証言」を京郷新聞に連載した。
1990年5月、慶煕大学校人類社会再建研究院が主催し時事ジャーナルとMBCが共同後援した学術会議「韓国戦争勃発40周年記念参加者国際会議」に招待されて韓国を訪れ、前線司令部工兵副部長としての経験から朝鮮戦争へのソ連の関与を証言し、停戦会談を扱う分科においても「国連軍側の捕虜のうち約5万から6万人あまりが自分たちの意思とは関係なく北朝鮮に引き渡されたのは、到底容認できないことだった」と発言した。当時行われた作家の崔仁勲との対談では、自らの人生を「日本、ロシア、北朝鮮、韓国、インド、ブラジル、米国など七つの国の国歌を歌って生きてきた」と表現している。この1990年の訪韓時点では法的には北朝鮮国籍であり、2年後に米国市民権を取得する予定だとしていたが、結局取得できないまま2007年に死去した。

## 人物
- 人民軍における直属の上官であった朴吉南工兵部長は朱の日本軍勤務の前歴を把握していたが、彼を信頼して昇進の推薦などを行った。朱は朴を「一生のうち二度と会えるものでない」良い上司であり恩人であると書いている[24]。
- 朝鮮戦争が人民軍の南侵によって開戦したこと、南侵の作戦計画は全面的にソ連軍事顧問が策定したこと、開戦当初の第2軍団司令部の指揮にもソ連軍事顧問が関与していたことなどを証言したため論争を呼んだ。南侵説を否定するブルース・カミングスは、ソ連軍事顧問の作戦命令を翻訳したとする朱の証言を虚偽であると激しく非難した[14]。しかし1990年代以降、ソ連崩壊による資料公開、そして李相朝・兪成哲など他の関係者の証言によってこれらの事実は裏付けられている[25]。
- 捕虜尋問報告書には「限られた学校教育しか受けていないはずだが、非常に明敏な頭脳を備え、自分自身で考えている」「もし彼が述べる通りにロシア語を学んでいるとすれば、話し方に訛りが無く、文法上の誤りがほとんどない程度にロシア語を習得していることになる」とある[26]。

## 著書
- 『포한사전』성안당、1975年。
- 『내가 겪은 조선전쟁』고려원、上巻1990年、下巻1991年。
- 『76인의 포로들』대광출판사、1993年。
- 『朝鮮人民軍の南侵と敗退 : 元人民軍工兵将校の手記』コリア評論社、1979年6月25日。NDLJP:12172974。
- 『朝鮮戦争の真実 : 元人民軍工兵将校の手記』悠思社、1992年。